# Pteris pluricaudata
Pteris pluricaudata är en kantbräkenväxtart som beskrevs av Edwin Bingham Copeland. Pteris pluricaudata ingår i släktet Pteris och familjen Pteridaceae. Inga underarter finns listade.